# Związek Arkadyjski
Związek Arkadyjski – państwo związkowe poleis Arkadii, które istniało w IV wieku p.n.e.
Powstało w 370 lub 369 roku, w wyniku osłabienia pozycji Sparty po bitwie pod Leuktrami, z inicjatywy Mantinei i Tegei. Związek Arkadyjski niedługo później zawarł przymierze z Tebami i włączył się do dalszych walk przeciw Sparcie. Sukcesy tebańskiego wodza Epaminondasa na Peloponezie, przyczyniły się do wzmocnienia związku, który stał się jednym z najsilniejszych organizmów politycznych na półwyspie. Jednak już w roku 362 nastąpił rozłam i podział na dwa związki, w efekcie sporów pomiędzy Manitneją a Tegeą oraz Megalopolis.

## Początki
Impulsem do powstania związku była klęska Sparty w bitwie pod Leuktrami w 371 roku. Na wieść o niej doszło do wybuchu buntów demokratów przeciw prospartańskim oligarchom w poleis północnego Peloponezu. W Arkadii wygnańcy z Mantinei w 371/370 roku odbudowali swoje miasto, a potem wsparli demokratów z Tegei, którzy toczyli szczególnie krwawe walki w swoim polis. Następnie oba poleis utworzyły Związek Arkadyjski. Wydarzenie to miało miejsce jeszcze w roku 371 lub w 369.
Powstanie tego organizmu politycznego stanowiło dla Sparty duże niebezpieczeństwo, ponieważ odgradzało ją od terytoriów jej ówczesnych sojuszników, Achai i Koryntu. Jednak wyprawy przeciw Mantinei nie przyniosły zwycięstwa, a wywołały wręcz serię kolejnych antyspartańskich sojuszy, wzmacniających związek, do którego wchodziły inne niezależne dotąd poleis Arkadii. Przymierza z Arkadyjczykami zawarły także Elida i Argos, jak również Ateny.

## Sojusz z Tebami i wzrost znaczenia
Król Sparty Agesilaos II na wezwanie oligarchów z Tegei zorganizował wyprawę dla przywrócenia ich do władzy, lecz jej jedynym sukcesem było zdobycie miasteczka Eutaia. Jego dalszy marsz zablokowały liczniejsze siły z Tegei i Mantinei, wsparte przez posiłki Argejczyków i Elejczyków. Dla Sparty było to upokarzające wydarzenie, lecz zagrożenie z jej strony, jak również brak pomocy od Ateńczyków, sprawiły, że Związek Arkadyjski zwrócił się o pomoc do Teb i zawarł sojusz z kierowanym przez nie Związkiem Beockim. W 370 roku na Peloponez wyprawiła się armia beocka pod wodzą Epaminondasa, zwycięzcy spod Leuktrów. Nie tylko powstrzymała nowy atak Agesilaosa II na Tegeę, ale wraz z Arkadyjczykami, którzy podsunęli ten pomysł, uderzyła na spartańskie terytorium. Sojusznicy pustoszyli je przez trzy miesiące, a co więcej, wyzwolili Mesenię, wskutek czego Sparta straciła połowę swych ziem i została otoczona przez wrogie sobie państwa. Arkadyjczycy wsparli Meseńczyków w budowie ich miasta Messene na zboczu góry Ithome, zapewniając im także pomoc zbrojną. W 369 roku ponownie wezwali Tebańczyków, którzy kierowani przez Epaminondasa znów odnieśli sukcesy na Peloponezie. Z inicjatywy tebańskiego wodza doszło do założenia nowego polis – Megalopolis, w efekcie synojkizmu 39 osad, które szybko stało się jednym z ważniejszych ośrodków Związku Arkadyjskiego, a dzięki silnym umocnieniom – ważnym punktem oporu przeciw wyprawom Sparty.
Wyprawy Epaminondasa pozwoliły okrzepnąć nowemu organizmowi politycznemu, który stał się jedną z najważniejszych sił Peloponezu, szczególnie po rozpadzie Związku Peloponeskiego (367). Arkadyjczycy, pod przywództwem Lykomedesa, mając świadomość swojego znaczenia, zaczęli prowadzić działania na własną rękę, nie starając się o zachowanie lojalności wobec Teb. Prawdopodobnie dążyli do samodzielnego opanowania całego półwyspu. Po odejściu armii beockiej, wiosną i jesienią 369 roku podjęli własne wyprawy na terytorium Sparty, jednak w dwa lata później to Spartanie zdobyli przewagę i związek ponownie poprosił Teby o pomoc, co zaowocowało kolejną zwycięską kampanią Epaminondasa. W jej trakcie tebański wódz podjął próbę odciągnięcia Achai i Sykionu od Sparty, pozostawiając u władzy miejscowych oligarchów. Jednak politycy Związku Arkadyjskiego uważając, że tylko odebranie im władzy i wprowadzenie demokracji zapewni trwały sojusz, doprowadzili do odwołania jego decyzji. Nie przyniosło to spodziewanych rezultatów: Achaja powróciła do przymierza ze Spartą, a Sykion stał się areną walk wewnętrznych. Ponadto, wiosną 366 roku, kiedy na zjeździe delegatów poleis Tebańczycy przedstawili traktat Pelopidasa, który miał zakończyć toczone walki, Lykomedes jako przedstawiciel związku odmówił jego ratyfikacji, podobnie jak przeciwnicy Teb.

## Organizacja wewnętrzna
Poleis, które weszły w skład związku miały ustrój demokratyczny i podobny charakter zyskały jego organy, które utworzono pod wpływem porad Epaminondasa. Najważniejszym z nich było Zgromadzenie Dziesięciu Tysięcy (gr. Myrioi). Obok niego funkcjonowała rada (bule), zbierająca się w Tegei, a być może także na zmianę w Megalopolis i Mantinei, oraz kolegium 50 demiurgów (damiorgoi), którzy najprawdopodobniej nie wchodzili w skład rady, lecz stanowili rodzaj stałego zespołu kierującego administracją, na wzór ateńskich prytanów. Na czele związku, dowodząc jego siłami zbrojnymi, stał strateg, wybierany na roczną kadencję, lecz z możliwością ponownego ubiegania się o to stanowisko po jej upływie. Wybory urzędników odbywały się w ramach systemu okręgów, na jakie podzielono obszar związku.
Na jego utrzymaniu pozostawali eporyci, stały i elitarny oddział, w sile 1000 lub (w 369) 5000 żołnierzy.

## Spory wewnętrzne i rozpad
W 365 roku doszło do konfliktu między związkiem a jego wcześniejszym sojusznikiem, Elidą. Przedmiotem sporu było panowanie nad Trifylią. Elida otrzymała wsparcie z Achai i Sparty, zaś Arkadyjczycy z Messene, Argos, Teb i Aten. W trakcie walk, w lipcu 364 lub na przełomie 364 i 363 roku, siły Związku Arkadyjskiego zajęły Olimpię. Doszło wówczas do przejęcia skarbca świątyni Zeusa, którego zasoby posłużyły na opłacenie eporytów. Takie działanie popierało wielu polityków z Tegei, lecz zostało uznane za świętokradztwo przez część Arkadyjczyków i doprowadziło do silnego konfliktu wewnątrz związku, który wynikał także z różnic politycznych – Tegea i Megalopolis były za utrzymaniem sojuszu z Tebami i zachowaniem demokracji, natomiast Mantineja zwróciła się w kierunku porozumienia ze Spartą i ku oligarchii.
Zgromadzenie związku, zdominowane przez Mantineję i jej stronników, potępiło przejęcie skarbca i zdecydowało o zawarciu rozejmu z Elidą, który miał być wstępem do traktatu pokojowego. Dowódca tebańskiego kontyngentu w Tegei zaprzysiągł rozejm, a następnie pomógł w uwięzieniu przeciwników politycznych przywódców tegejskich, jednak szybko ich uwolnił, po czym wrócił do ojczystego polis. Skłóceni Arkadyjczycy wysłali poselstwa do Teb ze skargami. W odpowiedzi na nie Epaminondas wskazał, że to Związek Arkadyjski złamał traktat sojuszniczy, dążąc do zawarcia pokoju bez konsultacji ze Związkiem Beockim, przez co musi się liczyć z interwencją beocką, podjętą w obronie własnych interesów. To ostrzeżenie przesądziło o ostatecznym rozłamie wśród Arkadyjczyków i podziale ich związku na dwa odrębne (362). Większość członków opowiedziała się po stronie Mantinei, reszta, skupiona wokół Tegei i Megalopolis, pozostała lojalna wobec Teb i poprosiła je o pomoc. Mantinejczycy, by zyskać przewagę, zawarli sojusze z Elidą, Achają, Atenami i Spartą – ta szeroka koalicja miała zakończyć hegemonię Teb. W bitwie pod Mantineją Epaminondas odniósł zwycięstwo, lecz poległ w tym starciu, a pozbawieni jego przywództwa Tebańczycy nie byli w stanie wykorzystać swojej przewagi nad przeciwnikami, co zapoczątkowało w Grecji okres chaosu politycznego.
Podział na dwa związki utrzymał się przez następne lata. Próby zjednoczenia ostatecznie zakończył Aleksander III Macedoński, zaś w epoce hellenistycznej całość terenów dawnego Związku Arkadyjskiego znalazła się w granicach Związku Achajskiego.